# Авилий
Авилий или Аолий (лат. Avilius или Aollius) — персонаж древнеримских легенд, сын Ромула и (по одному из вариантов) Герсилии, брат Примы. Отец дал ему имя в память того, что он «собрал вместе» граждан.